# Rossini Opera Festival Pesaro
Das Rossini Opera Festival Pesaro ist ein 1980 gegründetes Opernfestival in Gioacchino Rossinis Geburtsstadt Pesaro, das jährlich in den Sommermonaten stattfindet.
Die Vorstellungen finden im 850 Plätze umfassenden Teatro Rossini (erbaut 1818) statt und seit 1988 in der modifizierten „Palasport“-Sportarena, die bis zu 1500 Besucher fasst. Seit 2000 wird auch im Teatro Sperimentale gespielt, das die Möglichkeit bietet, auch kleiner besetzte Werke mit weniger Publikumszuspruch zu präsentieren. Einerseits widmet sich das Festival dem vielseitigen Opernwerk von Rossini, andererseits wurden auch eine Reihe von raren Werken aus seinem Umfeld aufgeführt – etwa der Zeitgenossen Pietro Generali und Carlo Coccia – sowie Parallelvertonungen mancher auch von Rossini komponierten Textbücher, etwa von Luigi Mosca und Giuseppe Mosca.
Das Festival machte sich schnell einen Namen als Institution, die selten gespielte Werke Rossinis erstmals wieder aufführte oder erstmals vollständig präsentierte. Eine Reihe von Produktionen wurden nicht nur im Rundfunk und Fernsehen übertragen, sondern auch auf CD oder DVD veröffentlicht.
2015 erhielt das Festival den International Opera Award für die Wiederentdeckung von Aureliano in Palmira (Regie führte Mario Martone).
Das Festival ist Mitgliedsorganisation der European Festivals Association.

## Aufgeführte Opern
- 1980: La gazza ladra, L’inganno felice
- 1981: L’italiana in Algeri, La gazza ladra, La donna del lago
- 1982: Edipo a Colono, Tancredi, L’italiana in Algeri
- 1983: La donna del lago, Il turco in Italia, Mosè in Egitto
- 1984: Il viaggio a Reims, Le comte Ory
- 1985: Maometto secondo, Il signor Bruschino, Mosè in Egitto
- 1986: Il turco in Italia, Bianca e Falliero, Le comte Ory
- 1987: L’occasione fa il ladro, Ermione
- 1988: Otello, Il signor Bruschino, La scala di seta
- 1989: La gazza ladra, L’occasione fa il ladro, Bianca e Falliero, Giovanna d’Arco (Kantate)
- 1990: La scala di seta, Ricciardo e Zoraide
- 1991: Tancredi, Otello, La cambiale di matrimonio
- 1992: Il barbiere di Siviglia, Semiramide, La scala di seta, Il viaggio a Reims
- 1993: Armida, Maometto secondo
- 1994: L’italiana in Algeri, Semiramide, L’inganno felice
- 1995: Guillaume Tell, Edipo a Colono, La cambiale di matrimonio, Zelmira
- 1996: Ricciardo e Zoraide, L’occasione fa il ladro, Matilde di Shabran
- 1997: Moïse et Pharaon, Il signor Bruschino, Il barbiere di Siviglia, Giovanna d’Arco (Kantate)
- 1998: Otello, La Cenerentola
- 1999: Adina, Tancredi, Il viaggio a Reims
- 2000: Le siège de Corinthe, La scala di seta, La Cenerentola
- 2001: La gazzetta, La donna del lago
- 2002: La pietra del paragone, L’equivoco stravagante, Il turco in Italia
- 2003: Semiramide, Adina, Le comte Ory
- 2004: Tancredi, Elisabetta regina d’Inghilterra, Matilde di Shabran
- 2005: Bianca e Falliero, La gazzetta, Il barbiere di Siviglia, Arrighetto (von Carlo Coccia)
- 2006: Torvaldo e Dorliska, La cambiale di matrimonio, L’italiana in Algeri
- 2007: Otello, Il turco in Italia, La gazza ladra
- 2008: Ermione, L’equivoco stravagante, Maometto secondo
- 2009: Zelmira, La scala di seta, Le comte Ory
- 2010: Sigismondo, Demetrio e Polibio, La Cenerentola
- 2011: Adelaide di Borgogna, Mosè in Egitto, La scala di seta
- 2012: Ciro in Babilonia, Matilde di Shabran, Il signor Bruschino
- 2013: L’italiana in Algeri, Guillaume Tell, L’occasione fa il ladro
- 2014: Armida, Il barbiere di Siviglia, Aureliano in Palmira
- 2015: La gazza ladra, La gazzetta, L’inganno felice, Il viaggio a Reims
- 2016: La donna del lago, Il turco in Italia, Ciro in Babilonia, Il viaggio a Reims
- 2017: Le siège de Corinthe, La pietra del paragone, Torvaldo e Dorliska, Il viaggio a Reims
- 2018: Adina, Il barbiere di Siviglia, Ricciardo e Zoraide, Il viaggio a Reims
- 2019: Semiramide, Demetrio e Polibio, L’equivoco stravagante, Il viaggio a Reims
- 2020: La cambiale di matrimonio, Il viaggio a Reims
- 2021: Moïse et Pharaon, Il signor Bruschino, Elisabetta regina d’Inghilterra, Il viaggio a Reims
- 2022: Le comte Ory, La gazzetta, Otello, Il viaggio a Reims
- 2023: Eduardo e Cristina, Adelaide di Borgogna, Aureliano in Palmira, Il viaggio a Reims